# صونغول جابوك
صون كول عمر إسماعيل رجب جابوك هي سياسية وناشطة نسائية عراقية من مدينة كركوك كانت عضواً في مجلس الحكم العراقي تنتمي سونغول إلى تركمان العراق وقد كانت الممثل الوحيد للتركمان في مجلس الحكم إضافة إلى كونها واحدة من ثلاث نساء فقط في مجلس الحكم المؤقت الذي نشأ بعد احتلال العراق عام 2003م.

## انظر ايضاً
- هناء ادور
- ينار محمد
- باسكال إيشو وردة
- عواطف رشيد
- سعاد العمري
- صفية السهيل